# Nyctiophylax repandus
Nyctiophylax repandus är en nattsländeart som beskrevs av Arturs Neboiss 1977. Nyctiophylax repandus ingår i släktet Nyctiophylax och familjen fångstnätnattsländor. Inga underarter finns listade i Catalogue of Life.